# Ampedus pomorum
Espèce
Statut de conservation UICN

 LC : Préoccupation mineure
Ampedus pomorum est une espèce de taupins du genre Ampedus que l'on rencontre en Europe et en Sibérie occidentale sur les pommiers. Cette espèce a été décrite par Herbst en 1784 sous le nom d'Elater pomorum.

## Taxonomie
Synonymes
- Elater pomorum Herbst, 1784
- Ampedus brigittae Bouwer, 1980
- Ampedus robustus Bouwer, 1980

## Description
Cette espèce se présente avec un corps allongé et relativement plat d'environ 15 millimètres, rétréci vers l'arrière. Son tégument est recouvert d'une pilosité noire sur le dessus et brunâtre sous le corps. La tête prognathe est encastrée dans le prothorax avec de petits yeux de chaque côté. Le prothorax est mobile (doté d'un mucron permettant le saut, comme tous les élatéridés) et d'un noir profond, comme la capsule céphalique. La partie postérieure du pronotum se termine par deux pointes postérieures. Les antennes sont composées de onze articles.
Les élytres épais et chitineux de couleur fauve recouvrent le mésothorax.